# Universitat d'Oakland
La Universitat d'Oakland és una universitat pública de recerca situada a Auburn Hills i Rochester Hills a l'estat de Michigan. És la segona universitat més gran de l'àrea metropolitana de Detroit amb 20.012 estudiants i està classificada com "R2: Universitats doctorals - Alta activitat de recerca." La universitat ofereix 132 programes de grau de batxillerat i 138 programes de certificació professional, màsters i programes de doctorat, incloent els que ofereix l'Escola de Medicina de William Beaumont de la Universitat d'Oakland.